# Emily Berrington
Emily Berrington, född 7 december 1985 i Oxford i Oxfordshire, är en brittisk (engelsk) skådespelare. 
Berrington fick sitt genombrott på TV med rollen som Jane Shore i dramaserien The White Queen (2013), för att sedan ta sig an rollen som Simone Al-Harazi i TV-serien 24: Live Another Day (2014). Hon har också spelat rollen som roboten Niska i den brittisk-amerikanska TV-serien Humans (2015–2018).
Berrington har också medverkat i andra produktioner, som komediserien Outnumbered, och filmerna The Look of Love och En flodhäst i tesalongen. 
Hon är uppvuxen i en akademisk familj och privat är hon engagerad i politik och studier. Innan sin skådespelarkarriär arbetade hon för det brittiska underhuset. Omkring år 2014 inledde hon en relation med Ben Lloyd-Hughes, som hon lärde känna under sin tid som student på Guildhall School of Music and Drama i London. Paret gifte sig år 2019.

## Filmografi (i urval)

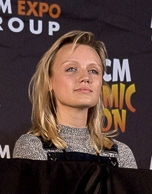
Emily Berrington, den 25 oktober 2015.

| År   | Titel                    | Roll       | Noter            |
| ---- | ------------------------ | ---------- | ---------------- |
| 2013 | The Look of Love         | Clare      | Okrediterad roll |
| 2017 | En flodhäst i tesalongen | Jane Swann |                  |

| År        | Titel                | Roll                 | Noter                        |
| --------- | -------------------- | -------------------- | ---------------------------- |
| 2013      | The White Queen      | Jane Shore           | 3 avsnitt                    |
| 2014      | Outnumbered          | Stacey               | Återkommande roll (säsong 5) |
| 2014      | 24: Live Another Day | Simone Al-Harazi     | Återkommande roll            |
| 2015      | Sons of Liberty      | Margaret Kemble Gage | Huvudroll                    |
| 2015–2018 | Humans               | Niska                | Huvudroll                    |
| 2017      | Miniatyrmakaren      | Miniatyrmakaren      | Huvudroll                    |